# Hem-Lenglet
Hem-Lenglet és un municipi francès, situat a la regió dels Alts de França, al departament del Nord. L'any 2006 tenia 509 habitants. Limita amb Féchain, Fressies, Wasnes-au-Bac, Paillencourt, Abancourt (Nord) i Bantigny.

## Demografia
| 1962                                       | 1968 | 1975 | 1982 | 1990 | 1999 | 2006 |
| ------------------------------------------ | ---- | ---- | ---- | ---- | ---- | ---- |
| 555                                        | 577  | 556  | 466  | 462  | 470  | 509  |
| Des de 1962: població sense dobles comptes |      |      |      |      |      |      |

## Administració
| Període   | Identitat        | Partit |
| --------- | ---------------- | ------ |
| 2001-2008 | Hugues Verriez   |        |
| 2008-     | Yvette Blanchard |        |